# Xenotilapia flavipinnis
The yellow sand cichlid (Xenotilapia flavipinnis) là một loài cá thuộc họ Cichlidae. It is chỉ có ở the shallow sandy regions of Lake Tanganyika, Đông Phi.